# 阿波 (津山市)
阿波（あば）は、岡山県津山市の大字。旧苫田郡阿波村に相当する。面積は42.07km、住民基本台帳による2019年1月1日現在の人口は505人。郵便番号は709-3951（加茂郵便局管区）。

## 地理
津山市内北辺にあたり、中国山地の山間部に位置する。大字阿波のみで市内の地域区分のひとつである阿波地域にあたり、津山市役所阿波出張所が管轄にあたる。市内加茂町地域の加茂町倉見・加茂町青柳・加茂町知和・加茂町山下・加茂町河井・加茂町物見および鳥取県鳥取市佐治町余戸・用瀬町江波・用瀬町屋住、鳥取県八頭郡智頭町波多・宇和と隣接する。1,000メートル級の山に囲まれ、地内の94%が山林で占められている。地内には8集落があり、一部には茅葺屋根の民家や水車・棚田などが残る集落も存在する。過疎化が進行しており、高齢化率は40.1%にのぼる。少子高齢化による地域活動の存続が深刻化しており、若者の定住促進が課題である。地内には推定樹齢500年を越える尾所の山桜やアルカリ性単純泉の阿波温泉がみられる。

### 河川
中央部を南北に、吉井川支流である加茂川が流れ、阿波落合川、尾所（おそ）川、西谷川、廻（めぐり）川などが合流する。流域では滝や渕が点在する。

## 歴史
1889年（明治22年）の町村制施行以来独立した阿波村であったが、2005年（平成17年）2月28日 に苫田郡加茂町、久米郡久米町、勝田郡勝北町とともに津山市に編入した。現支所は旧村役場であった。旧阿波村は大字が設定されていなかったため、旧村域が1大字となった。

### 沿革
- 1872年（明治5年） 西下組・東下組・大畑組・尾所組・大杉組が合併し阿波村となる。
- 1889年（明治22年）6月1日 町村制施行により東北条郡阿波村となる。
- 1900年（明治33年）4月1日、郡の合併により苫田郡阿波村となる。
- 2005年（平成17年）2月28日 苫田郡加茂町、久米郡久米町、勝田郡勝北町とともに津山市に編入される。

## 産業
主産業は農業・林業である。山林の70%は、杉・檜を中心とする人工林である。また、鬼の門で知られる大ヶ山、阿波伝説に由来するお夏の墓で知られる深山渓谷、川・阿波山滝（布滝・白髪滝・大滝）など風光明媚な景観を生かした催事や観光誘致が行われている他、津山市が実施する「住民自治協議会モデル事業」に選定されており、若い住民を中心に地元ならではの商品開発なども行われている。

## 交通
地内に鉄道路線はなく、公共交通機関は路線バスのみである。

### 道路
- 岡山県道117号鱒返余戸線 - 県境に未開通区間がある。
- 岡山県道118号加茂用瀬線 - 県境に未開通区間がある。
- 鳥取県道303号大高下口波多線の起点は岡山県側にあるが、岡山県側は全区間未供用であり、岡山県道として認定されていない[3]。

### バス
- 津山市営阿波バス（旧・阿波村営バス）

## 施設
- 津山市役所阿波出張所　−（平成27年3月までは、阿波支所）
- 阿波公民館
- 津山市立阿波小学校（旧・阿波村立阿波小学校）- 2014年（平成26年）3月閉校、津山市立加茂小学校に統合。
- 阿波幼稚園
- 阿波森林公園 - 阿波渓流釣り場が置かれ、ニジマス・アマゴ釣りが行える。
- 竹之下レインボー園地
- 釜森公園
- 一ノ渡公園
- もえぎの里 - 公営温泉施設。
- 高福寺
- 八幡神社 - 花祭りが県指定無形民俗文化財

## 祭事
- 尾所の桜まつり - 5月
- ふるさと祭り
- 納涼星空祭り
- 八幡神社の花祭り - 県指定無形民俗文化財